# ギャラクシー航空203便墜落事故
ギャラクシー航空203便墜落事故（英語：Galaxy Airlines Flight 203）とは、アメリカ合衆国・ネバダ州で1985年1月21日に発生した航空事故である。

## 事故の概要
ギャラクシー航空203便は、ロッキードL-188エレクトラ（ターボプロップ4発機、1960年製造）で運航されており、登録記号はN5532であった。ギャンブルツアーのために旅行会社が仕立てたチャーター便として ネバダ州リノからミネソタ州ミネアポリスまで飛行するため、リノ空港の16R滑走路から1985年1月21日午前1時4分（現地時間）に離陸した。
しかし203便は滑走路の端からおよそ1.5Km離れたところに墜落し、炎上した。現場は自動車販売センターの駐車場で、キャンピングカー7台を巻き込んでおり、残骸は高速道路に点在していた。乗員5名乗客66名の合計71名のうち3名は救助されたが、1月29日と2月4日に1名ずつ死亡したため、17歳の少年を除く70名が犠牲になった。

## 事故原因

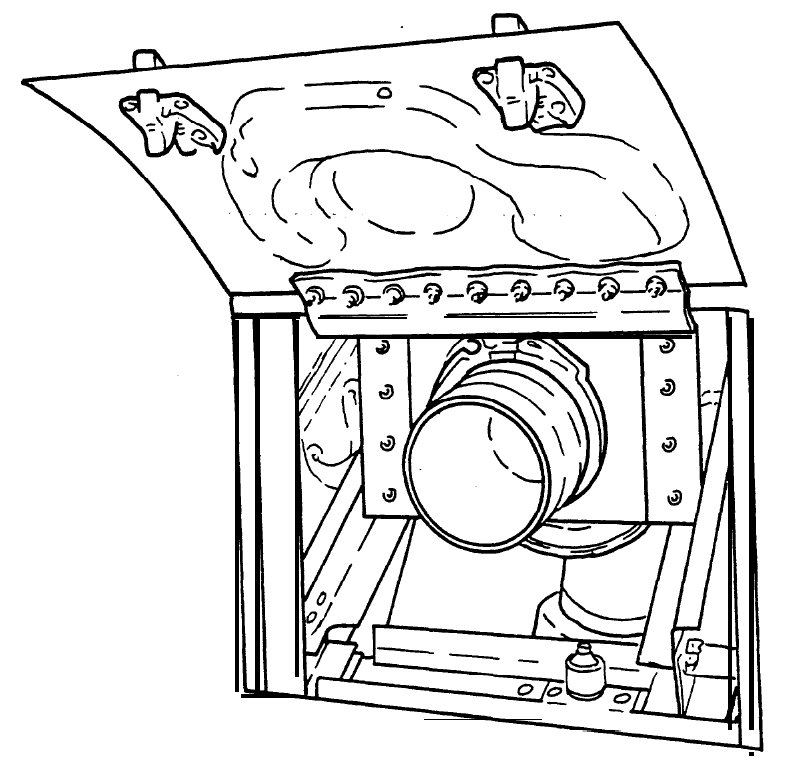
原因となった圧縮空気の装着口(NTSBの報告書から抜粋)

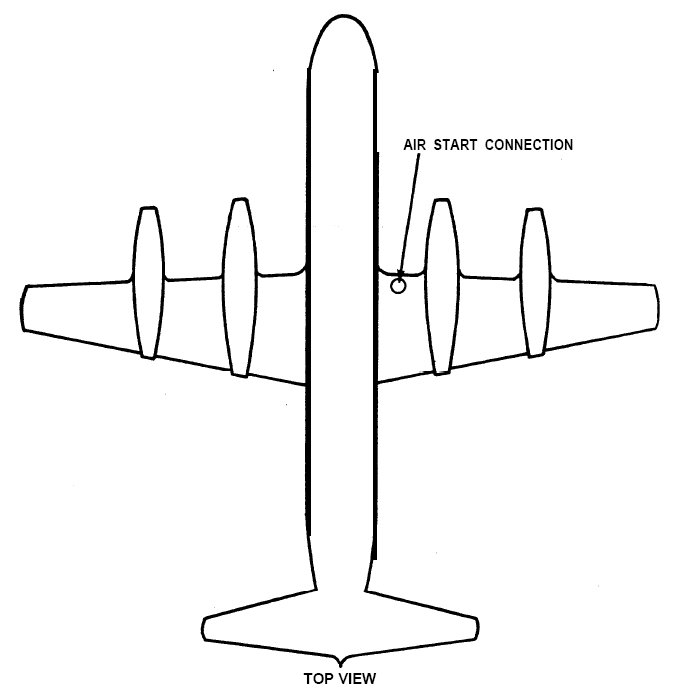
装着口の位置(NTSBの報告書から抜粋).

NTSBによる事故調査によれば、離陸から墜落までわずか30秒しかなかった。離陸直後に始まった予期しない振動に応じた、機長の一連の操作が墜落に至ったとされた。また副操縦士が航空機の飛行経路とエアスピードをモニターする任務を怠っていた上、機長と管制官の指示に盲目的に従っていた事も要因とされた。
出発準備の最中、右翼第3エンジンの始動後に、地上の整備士が、エンジン始動用の圧縮空気の装着口から圧縮空気のホースを外そうとして外れずに難渋していた。これを見ていた地上作業の責任者が手伝ってホースを外した。しかし、圧縮空気の装着口の扉を閉じ忘れていた。このことに誰も気付いていなかった。このため離陸時に気流の影響で装着口の扉と翼が当たり振動を起こしたというものであった。蓋が開いていること自体は飛行能力に影響はなかった。
この事態に、機長はこの振動をエンジントラブルと誤信して、高度が僅か200フィートという状況であるにもかかわらず、原因を突き止めようと4基全てのエンジン推力を最低上昇出力以下に絞り込んだうえ、副操縦士も注意を払わなかったため、失速状態に陥った。機長が墜落の6秒前にマックスパワーを指示したが、既に手遅れであった。
なお、事故機の機長はミネアポリス・セントポール国際空港到着後、90分後にはワシントン州シアトルに向かわなければならないうえに、3時間も予定よりも遅れており、通常の操作を無視しなければならないほど忙殺されていた。そのため、緊急事態の正確な把握方法を瞬時に行えなかったことが要因とも言える。また事故の原因とは直接関係ないが、事故機の前の席には乗員の手荷物と調理用格納庫が搭載されていることを理由に乗客と乗客の手荷物は後部客席に集中しており、前から18列までが空席となっていたため、重心位置が許容の範囲を超えていた。
この種の事故を防ぐ方法は、確実に整備士が装着口を閉めることであると航空当局が通知した。また事故機の所属会社のように小さな航空会社の運航乗務員の訓練に航空当局が援助すべきであると勧告された。
なお、ギャラクシー航空は1986年に違法な機体整備が発覚し、航空当局から業務停止処分を出され、消滅した。